# Гарт, Александра
Александра Гарт (род. 1988, Ленинград) — российская художница, куратор. 
Работает с такими медиа как графика, инсталляция и видео. В своей художественной практике она размышляет над эпохой антропоцена, создавая параллельные миры постапокалиптической реальности. Художница погружает зрителя в поэтические пространства, в которых происходит синтез живого и неживого, природного и искусственного. Метод Гарт основан на аскетизме художественных средств, максимум силы визуального образа при минимуме видимых приложенных усилий.
Александра является сооснователем независимого пространства STYD, где была показана серия тотальных инсталляций художницы («Стыд», «Провал», «Сопротивление бесполезно»). В составе кураторской команды пространства стала лауреатом премии «ТОП 50. Самые знаменитые люди Петербурга» в номинации «Искусство». Номинант премии в области современного искусства имени Сергея Курехина в номинации «Лучшее произведение визуального искусства» за проект «Провал» (2021). С 2013 по 2016 год принимала участие в международном фестивале паблик-арта «Арт-проспект» Архивная копия от 23 февраля 2022 на Wayback Machine. С 2017 по 2019 год успешно представляла свои работы на ярмарке современного искусства SamFair. Иллюстрировала книгу Николая Олейникова «Служение науке» (2016).

## Биография
Родилась в 1988 году в Ленинграде. В 2010 году окончила Российский Государственный педагогический университет имени Герцена по специальности «изобразительное искусство». Выпускная работа была выполнена в виде графики. Работала преподавателем в общеобразовательной и в детской художественной школах. В 2010-2011 годах Александра проходила стажировку в Санкт-Петербургской печатной студии. В 2013 стала сооснователем студии печатной графики «New Print Studio». В 2013 году стала куратором Графического кабинета в Малом Манеже (ныне Музей искусства Санкт-Петербурга XX-XXI веков), где реализовала кураторский проект «12 недель черно-белого искусства». С 2015 по 2017 обучалась в Школе молодого художника Фонда «ПРО АРТЕ». В 2020 году стала сооснователем и сокуратором проекта «STYD».

## Избранные цитаты
Совы — не те, кем кажутся, и Александра Гарт — именно такой автор. Долгое время она ассоциировалась с уходящим типом петербургского художника — мастерская на мансарде с голубями, старый печатный станок, черно-белая графика с мрачными новостройками. «Петербургское бедное» (чтобы это ни значило) и петербургская депрессия — не случайно, одни из самых ее меметичных работ сопровождены надписями «Это была максимально плохая идея» и «You are not welcome to the club». На самом деле единственный график старой петербургской школы, с которым себя ассоциирует Александра, — Андрей Ушин, его гравюры она долгое время выискивала на «Авито». «Художник сидит в каморке в темноте и ковыряет гравюрку — если это петербургские традиции, то я к ним никакого отношения не имею», — жестко отвечает Гарт.  

Александра Генералова, арт-критик, куратор. 
Александра Гарт, Гефест эпохи абстракции, из коричневатых металлических труб и сети штрихов на зачерненных стенах воссоздает живой сумрак соснового леса. Железо в век бессмертной пластмассы подобно древесине, кованый тын — брат ольховому. Это переходное состояние нового урбанизма, — когда стираются границы природы, города и пригорода, органического и техногенного, — звучит в инсталляции Гарт из каждого мерцающего лайтбокса, транслирующего механические шумы, которыми в 1990-е были озвучены экраны с водопадами в китайских ресторанах. Название инсталляции, "Лес паутины", казалось бы, отсылает к органике, но в этом лесу Железной девы сильнее всего ощущаешь предвестие пока еще неведомого иного "агрегатного состояния" мирового вещества.  

Екатерина Андреева, ведущий научный сотрудник отдела новейших течений Государственного Русского музея, кандидат искусствоведения, доктор философских наук. 
Гарт не стремится показать образ города как объекта сугубо искусственного и рукотворного. Сама оптика, работающая на оппозиции «природное/искусственное» — антропоцентрична. В своих проектах художница предлагает сменить антропоцентрический взгляд на постантропоцентрический, где происходит размывание границ между человеческим и нечеловеческим. Мир объектов сам по себе самодостаточен. Он органичен, стремится быть живым, и, оказывается, ему уже совсем не нужен человек. Он скорее мешает ему. В воображении Гарт город становится лесом, а лес — городом. И в результате этого синтеза появляется новый живой организм, руинированное, покинутое и опустошенное пространство уже и не города, и не леса.  

Илья Крончев-Иванов, искусствовед, исследователь. 

## Избранные персональные проекты
2022 Лес паутины Архивная копия от 23 февраля 2022 на Wayback Machine, галерея современного искусства Anna Nova, Санкт-Петербург, Россия 
2021 Сопротивление бесполезно, пространство STYD, Санкт-Петербург, Россия 
2020 Провал, пространство STYD, Санкт-Петербург, Россия 
2019 You’re not welcome to the club, галерея FFTN, Санкт-Петербург, Россия
2018 Другое место, галерея FFTN, Санкт-Петербург, Россия 
2016 Pусский лес, русское поле, NewPrintStudio, Санкт-Петербург, Россия
2014 Железная дева, Архивная копия от 23 февраля 2022 на Wayback Machine Navicula artis, Санкт-Петербург, Россия